# Lillebæltsbroens Indvielse den 14. Maj 1935
|  | Denne artikel er oprettet af botten PalnaBot ud fra en ekstern database. Den kan derfor have sproglige fejl eller mangler. Denne skabelon kan fjernes efter kontrol af indholdet. |

Lillebæltsbroens Indvielse den 14. Maj 1935 er en film med ukendt instruktør.

## Handling
Indvielsen af Lillebæltsbroen d. 14. maj 1935. De indbudte gæster ankommer til Københavns Hovedbanegård og stiger på lyntoget til Jylland. Toget sejles over Storebælt. De sidste bilfærger sejler mellem Middelfart og Snoghøj. Kong Chr. X ankommer til Middelfart Havn og modtages af statsminister Stauning m.fl. De køres med lyntoget til broen, hvor åbningsceremonien foregår. Johannes Friis Skotte, minister for offentlige Arbejder, holder tale, hvorefter garden spiller og Kongen åbner broen. Først lyntoget og så busserne bryder snoren på broen. Herefter myldrer de gående gæster over i hobetal. Masser af skibe sejler under broen, og flyvere i formation kredser over broen. Den nye station i Fredericia indvies også på dagen, hvor Statsbanernes generaldirektør taler.